# Пестощі (новела)
«Пе́стощі» (фр. Les caresses) — новела французького письменника Гі де Мопассана, видана у 1883 році. Твір подає листування чоловіка і жінки, в якому відбиті різні погляди на кохання.

## Історія
Гі де Мопассан вперше опублікував цю новелу в газеті «Gil Blas» 14 серпня 1883 року під псевдонімом Монфріньоз. В українському перекладі новела побачила світ у видавництві «Дніпро» двічі: у восьмитомному зібранні творів Гі де Мопассана (1969—1972) і двотомному виданні вибраних творів письменника (1990) (обидва рази у перекладі Ореста Сухолотюка).

## Сюжет
«Пестощі» складаються з двох листів. Перший написаний жінкою, яка заперечує проти фізичної близькості з коханим чоловіком і пропонує йому високу платонічну любов. Другий лист є чоловічою відповіддю на перший. Його автор стверджує, що природа ошукала людину, давши їй разом із високим почуттям любові низькі пристрасті, і що обов'язок людини «ошукати природу», поринувши з головою у сластолюбство. Чоловік підкріплює ці аргументи тим, що «жінки, пересичені пестощами, нічого не прагнуть, і не за чим не жалкують. Вони живуть собі спокійно… бо любощі заступають їм усе…». Підтекст новели розкривається в її закінченні, де оповідач додає, що ці палкі й певною мірою непристойні листи були знайдені у церкві.